# Big Bang 2
Big Bang 2 é o terceiro álbum de estúdio japonês do grupo sul-coreano Big Bang, lançado em 11 de maio de 2011. O álbum contém como singles as faixas "Koe wo Kikasete", "Tell Me Goodbye" e "Beautiful Hangover", lançados previamente ao álbum, além disso, as canções "Tonight" e "Ms. Liar", foram lançadas em formato digital, a fim de promover Big Bang 2.  
O lançamento de Big Bang 2, levou o Big Bang a conquistar seu primeiro álbum número um nas paradas japonesas Billboard Japan Top Albums Sales e Oricon Albums Chart. Adicionalmente, suas vendas de mais de cem mil cópias, levaram o álbum a receber a certificação ouro pela Associação da Indústria de Gravação do Japão. 

## Antecedentes e lançamento
Com o lançamento de seu segundo álbum homônimo japonês em agosto de 2009, o Big Bang continuou lançando singles entre os anos de 2009 e 2010, através de sua incursão pelo mercado musical do país. Estes singles bem como seus respectivos lado B, foram compilados a fim de se formar a lista de faixas de Big Bang 2, que inclui também versões japonesas de canções lançadas previamente em língua coreana, com exceção de "Love Song", que foi mantida em sua língua original. 
Big Bang 2 foi comercializado contendo duas versões, sendo elas regular e limitada. Sua edição regular possui capa na cor cinza em um único CD composto de dez canções no total, enquanto sua edição limitada, contém a mesma lista de faixas e integra um DVD com vídeos musicais dos singles do álbum. Esta versão limitada possui ainda as edições A e B, onde a primeira traz a capa do álbum na cor preta e um acessório de celular e a segunda traz a capa do álbum na cor azul e um imã, como conteúdo diferencial.  

## Promoção
Para a promoção de Big Bang 2, as canções "Tonight" e "Mrs. Liar", foram lançadas em formato digital. Em 18 de abril, o vídeo musical de "Tonight" foi lançado através da plataforma de vídeos Youtube, como parte das atividades promocionais do álbum. 

### Love & Hope Tour
Uma turnê a fim de apoiar o lançamento de Big Bang 2, foi previamente anunciada no fim do ano de 2010. A Love & Hope Tour, contou com oito apresentações no Japão e teve parte de sua renda doada, como forma de ajuda, ao desastre ocasionado pelo  terremoto e tsunami Tohoku ocorridos no mesmo ano no país, além de seu título ter sido modificado.

## Singles
- "Koe wo Kikasete" foi lançado previamente ao álbum, em 4 de novembro de 2009, através dos formato CD e CD+DVD. O single é composto por seu título homônimo e pela canção "Ora Yeah!". O seu lançamento atingiu a posição de número quatro na parada japonesa Oricon Singles Chart,[3] onde permaneceu por dezesseis semanas, além de figurar no top 10 da Billboard Japan Hot 100.[4]

- "Tell Me Goodbye" foi lançado em 9 de junho de 2010, antecedendo Big Bang 2 e por meio dos formatos de CD e CD+DVD. O single é composto por seu título homônimo e pela canção "Hands Up". Comercialmente, o seu lançamento atingiu a posição de número cinco na Oricon Singles Chart,[5] onde permaneceu por quinze semanas e posicionou-se em número dezesseis na Billboard Japan Hot 100.[6]

- "Beautiful Hangover" teve seu lançamento ocorrido em 25 de agosto de 2010, previamente ao álbum, através dos formatos de CD single e download digital. O single é composto por seu título homônimo e pela canção "Somebody To Luv", uma versão em japonês da canção pertencente ao extended play (EP) coreano Tonight lançado em fevereiro de 2011. Em termos comerciais, "Beautiful Hangover" atingiu seu pico de número sete na Oricon Singles Chart, onde permaneceu por oito semanas[7] e de número catorze na Billboard Japan Hot 100.[8]

- "Tonight" foi lançado em 27 de abril de 2011, em formato de download digital e como a última canção a preceder ao álbum. O seu lançamento atingiu a posição de número 65 pela Billboard Japan Hot 100.[9]

- "Ms. Liar" foi escolhido para ser lançado na mesma data de lançamento do álbum em formato de download digital. A canção é uma versão em japonês da faixa "Stupid Liar", pertencente a Big Bang Special Edition, um álbum de relançamento de Tonight, lançado em abril de 2011.

## Lista de faixas
| Big Bang 2 – Edição padrão |                                                           |                                      |                                          |                                    |         |  |
| N.º                        | Título                                                    | Letras                               | Música                                   | Arranjos                           | Duração |  |
| 1.                         | "Intro (Thank You & You)"                                 | G-Dragon                             | G-Dragon, Choice37                       | Choice37                           | 1:36    |  |
| 2.                         | "Tonight" (versão japonesa)                               | G-Dragon, T.O.P                      | G-Dragon, e.knock                        | Choi Pil-kang                      | 3:40    |  |
| 3.                         | "Somebody to Luv" (versão japonesa de "Somebody to Love") | Perry, Kitayama Moss, G-Dragon       | G-Dragon, Ham Seung-cheon, Kang Wook-jin | Ham Seung-cheon, Kang Wook-jin     | 3:32    |  |
| 4.                         | "Beautiful Hangover"                                      | G-Dragon, Shikata, iNozzi, Perry     | Nadir Benkahla, Saeed Molavi, Perry      | -                                  | 3:46    |  |
| 5.                         | "Ora Yeah!" (オラ Yeah!)                                  | Shoko Fujibayashi                    | Jimmy Thornfeldt, Mohombi Moupondo       | Jimmy Thornfeldt, Mohombi Moupondo | 3:05    |  |
| 6.                         | "Tell Me Goodbye"                                         | Shoko Fujibayashi, Perry             | Jimmy Thornfeldt, Mohombi Moupondo       | Jimmy Thornfeldt, Mohombi Moupondo | 4:07    |  |
| 7.                         | "Koe wo Kikasete" (声をきかせて)                          | Yamamoto Narumi, Robin               | Teddy Park                               | Teddy Park                         | 4:16    |  |
| 8.                         | "Ms. Liar" (versão japonesa de "Stupid Liar")             | Perry, G-Dragon, PK, Shikata, iNozzi | G-Dragon, Choi Pil-kang                  | Choi Pil-kang, Dee.P               | 3:53    |  |
| 9.                         | "Hands Up"                                                | G-Dragon, Kitayama Moss              | G-Dragon, e.knock                        | Kush                               | 3:59    |  |
| 10.                        | "Love Song"                                               | G-Dragon, T.O.P, Teddy Park          | G-Dragon, Teddy Park                     | Teddy Park, Seo Won-jin            | 3:44    |  |
| Duração total:             | Duração total:                                            | Duração total:                       | Duração total:                           | Duração total:                     | 35:32   |  |

| Conteúdo bônus em DVD – Edição CD+DVD |                                      |         |  |
| N.º                                   | Título                               | Duração |  |
| 1.                                    | "Koe wo Kikasete" (Vídeo musical)    |         |  |
| 2.                                    | "Tell Me Goodbye" (Vídeo musical)    |         |  |
| 3.                                    | "Beautiful Hangover" (Vídeo musical) |         |  |
| 4.                                    | "Tonight" (Vídeo musical)            |         |  |

## Desempenho nas paradas musicais
Após o lançamento de Big Bang 2 no Japão, o álbum estreou em número um na Billboard Japan Top Albums Sales. Um desempenho semelhante foi obtido na parada da Oricon, onde o álbum atingiu o topo das paradas diária e semanal da Oricon Albums Chart, obtendo vendas de 23,993 mil cópias em apenas um dia. Big Bang 2 tornou-se mais tarde, o primeiro álbum do Big Bang a ingressar em sua respectiva parada anual na posição de número 63, com vendas em formato físico de 98,854 mil cópias em 2011.
| Paradas (2011)                           | Melhor posição |
| ---------------------------------------- | -------------- |
| Japão (Billboard Japan Top Albums Sales) | 1              |
| Japão (Oricon Daily Albums Chart)        | 1              |
| Japão (Oricon Weekly Albums Chart)       | 1              |
| Japão (Oricon Yearly Albums Chart)       | 63             |

### Certificações
| País  | Provedor | Certificação | Vendas   |
| ----- | -------- | ------------ | -------- |
| Japão | RIAJ     | Ouro         | 100,000+ |

## Histórico de lançamento
| Região | Data               | Formato                                       | Gravadora                              |
| ------ | ------------------ | --------------------------------------------- | -------------------------------------- |
| Japão  | 11 de maio de 2011 | CD CD+ DVD (Edição limitada) download digital | YG Entertainment Universal Music Japan |
| Taiwan | 20 de maio de 2011 | CD                                            | Universal Music Taiwan                 |